# Науковий консенсус стосовно зміни клімату

З NASA, HadCRUT, NOAA, Japan Met, Berkeley Earth.

Зміна середньої температури за 50 років (1973-2023).

Наразі існує однозначний науковий консенсус стосовно існування глобального потепління і того, що це потепління більшою мірою викликане людською діяльністю. Цей консенсус підтримується різними дослідженнями думок вчених та заявами наукових організацій, багато з яких прямо погоджуються з доповідями Міжурядової групи з питань зміни клімату (МГЕЗК).
Щонайменше 97%, а за більш новими оцінками – 99,9% науковців у своїх наукових працях вважають, що саме людська діяльність, насамперед викиди парникових газів, які посилюють парниковий ефект, – є основною причиною глобального потепління і зміни клімату.

## Твердження консенсусу
Сучасний науковий консенсус стверджує:
- Клімат Землі значно потеплів з 1850 року.[4][5]
- Діяльність людини (насамперед викиди парникових газів) є основною причиною зміни клімату.[2][6]
- Неспинні викиди збільшують ймовірність та серйозність глобальних наслідків.[7]
- Люди та нації можуть діяти індивідуально та колективно, щоб уповільнити темпи глобального потепління, одночасно готуючись до неминучих змін клімату та його наслідків.[7][8][9]

Було проведено декілька досліджень наукового консенсусу. Серед найбільш цитованих - дослідження змістів майже 12 000 рецензованих робіт з кліматології, опублікованих від початку 1990 року, з яких трохи більше 4000 висловлювали думку про причину глобального потепління. З них 97% погоджуються, прямо чи неявно, що глобальне потепління відбувається і викликане людиною. "Надзвичайно ймовірним" є те що потепління виникає внаслідок "діяльності людини, особливо викидів парникових газів" в атмосферу. Природні зміни самі по собі сприяли би легкому охолодженню атмосфери, а не її нагріванню.
Така наукова думка висловлюється у систематичних оглядах, національними та міжнародними науковими організаціями та соціологічними опитуваннями вчених-кліматологів. Внески окремих вчених, університетів та лабораторій були узагальнені у П'ятому звіті МЗГЕК, опублікованому в 2014 році. Його висновки підсумовані нижче:
- "Потепління клімату є однозначним. З 1950-х років багато спостережуваних змін є безпрецедентними".
- "Концентрація вуглекислого газу, метану та оксиду азоту в атмосфері зросла до рівня безпрецедентного для останніх 800 000 років".
- Вплив людини на клімат очевидний.  Вкрай імовірно (95–100% ймовірності),  що вплив людини був домінуючою причиною глобального потепління в період між 1951–2010 роками.
- "Збільшення масштабів глобального потепління збільшує ймовірність тяжких, всюдисущих та незворотних наслідків".[17]
- "Першим кроком до адаптації до майбутніх кліматичних змін є зменшення вразливості людей до існуючої мінливості клімату".[18]
- "Загальні ризики впливу зміни клімату можна зменшити, обмеживши темпи та масштаби зміни клімату"
- Без нової політики пом'якшення зміни клімату прогнози передбачають підвищення середньої глобальної температури в 2100 році до позначки з 3,7 до 4,8° C, порівняно з доіндустріальним рівнем (середні значення; діапазон становить від 2,5 до 7,8°С, враховуючи мінливість клімату).[19]
- Поточна кількість глобальних викидів парникових газів не дозволяє обмежити глобальне потепління нижче 1,5 або 2° С порівняно з доіндустріальним рівнем[20]. Зобов'язання, внесені в рамках Канкунських угод, в цілому відповідають вигідним сценаріям, які дають "ймовірний" шанс (66–100% ймовірності) обмеження глобального потепління (у 2100 р.) нижче 3° С порівняно із доіндустріальним рівнем[21].

Національні та міжнародні наукові академії та наукові товариства оцінили сучасну наукову думку щодо глобального потепління . Ці оцінки, як правило, узгоджуються з висновками Міжурядової групи з питань зміни клімату .
Жоден науковий орган національного чи міжнародного статусу офіційно не висловлює незгоди із жодним із цих пунктів. Останньою науковою організацією, яка висловлювала незгоду, була Американська асоціація нафтових геологів, але у 2007 році її позиція змінилася на ухильну. Деякі інші організації, насамперед ті, хто зосереджується на геології, висловлюють схожу позицію.